# Horní Suchá (železniční zastávka)
Horní Suchá je železniční zastávka v katastru obce Horní Suchá. Leží na železniční trati Ostrava-Svinov – Český Těšín. Ve stanici zastavují osobní a spěšné vlaky z Opavy východ, Ostravy-Svinov, Českého Těšína, Třince a Ostravy střed. Ve stanici se již nenachází vnitrostátní pokladna ani čekárna pro cestující.[zdroj?] Před stanicí se nachází rozcestník červené turistické trasy.

## Popis
Nachází se zde dvě koleje s nástupišti s přístřeškem pro cestující.

## Provoz osobní dopravy
Zastávku obsluhují osobní a spěšné vlaky linek S9 a R61 Českých drah (na trase Opava východ – Ostrava-Svinov – Havířov – Český Těšín) v pracovní dny v půlhodinovém intervalu a o víkendech v hodinovém. Rychlíky zastávkou projíždějí.[zdroj?]

## Cestující
Stanice nezajišťuje odbavení, odbavení cestujících se provádí ve vlaku. Ve stanici jsou v provozu tyto služby: veřejné parkoviště.[zdroj?]

## Fotogalerie

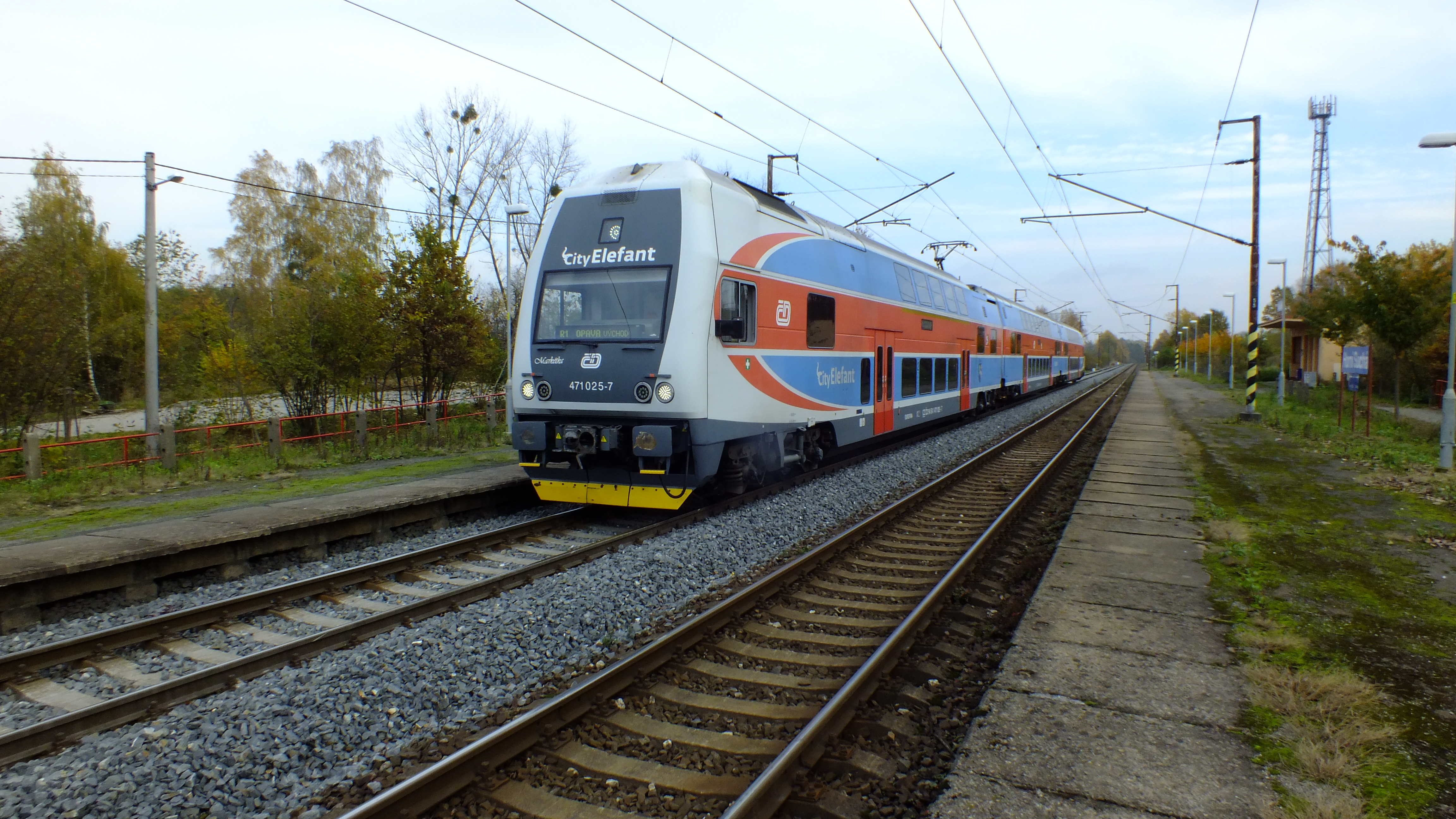
City Elefant v zastávce
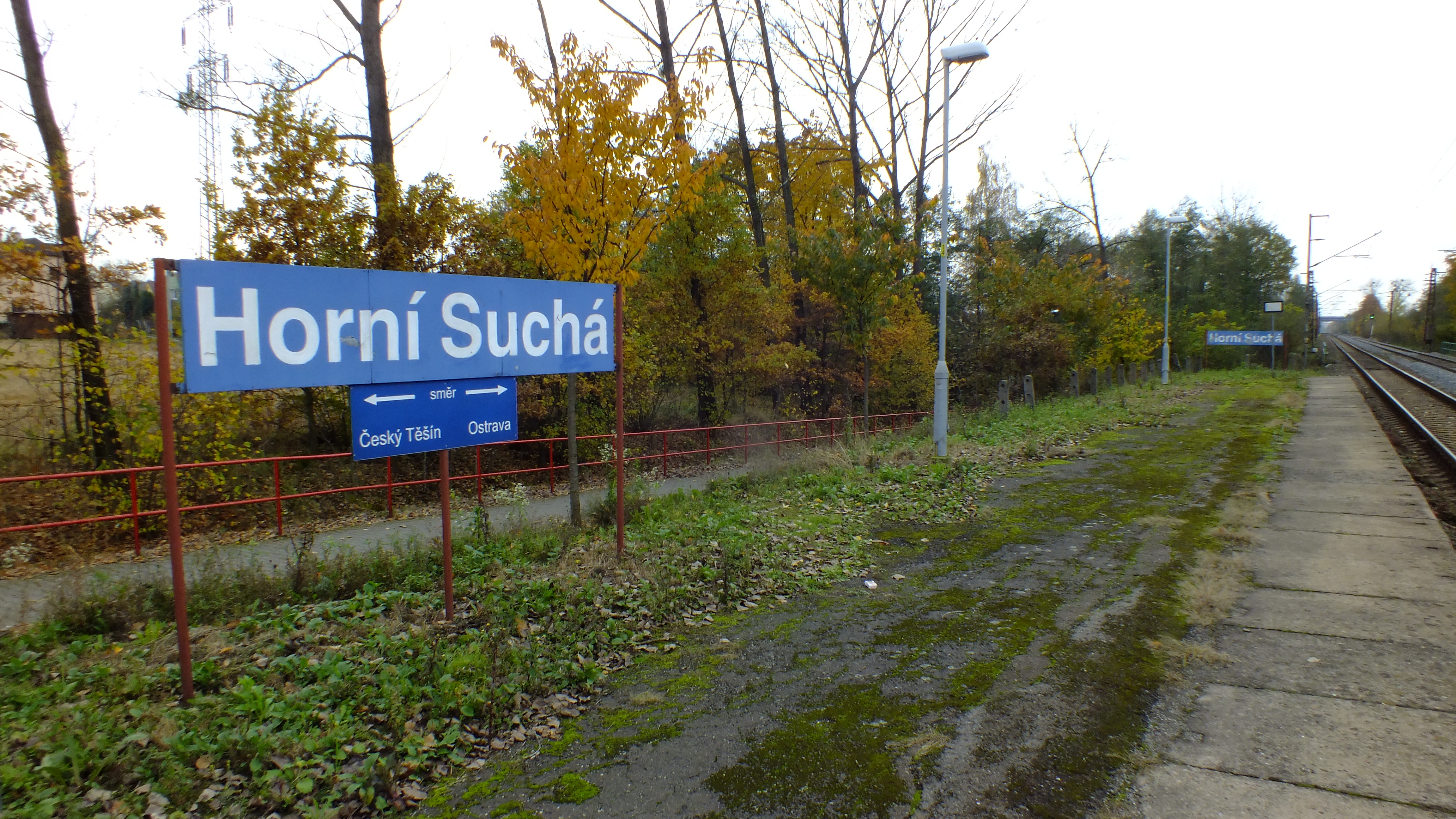
Nástupiště